# 普薩科查湖
8°21′50″S 77°54′48″W / 8.36389°S 77.91333°W
普薩科查湖（Pusaccocha），是秘魯的湖泊，位於該國北部安卡什大區，由帕亞斯卡省的萬多巴爾區負責管轄，該湖泊處於皮蒂科查湖以北。